# Sokotina
Sokotina es un género de foraminífero bentónico de la familia Lituotubidae, de la superfamilia Lituotuboidea, del suborden Lituolina y del orden Lituolida. Su especie tipo es Sokotina sokotensis. Su rango cronoestratigráfico abarca el Paleoceno.

## Discusión
Clasificaciones previas incluían Sokotina en el suborden Textulariina del orden Textulariida, o en el orden Lituolida sin diferenciar el suborden Lituolina. Clasificaciones posteriores incluyen Sokotina en la Familia Trochamminoidae.

## Clasificación
Sokotina incluye a la siguiente especie:
- Sokotina sokotensis †